# Марван аш-Шеххи
Марван Юсеф Мухаммед Рашид Лекраб аль-Шеххи (араб. مروان يوسف محمد رشيد لكراب الشحي‎; 9 мая 1978, Рас-эль-Хайма, Рас-эль-Хайма, ОАЭ — 11 сентября 2001, Нью-Йорк, Нью-Йорк, США) — террорист-смертник и авиаугонщик эмиратского происхождения, связанный с Аль-Каидой. Один из 19 исполнителей терактов 11 сентября 2001 года. Лидер пятерых угонщиков, захвативших самолёт Boeing 767-222 рейса United Airlines 175. Пилотировал захваченный лайнер, осуществил таран Южной башни Всемирного Торгового Центра.

## Биография

### Ранние годы
Марван Юсеф Мухаммед Рашид Лекраб аль-Шеххи родился 9 мая 1978 года в городе Рас-эль-Хайма в одноимённом эмирате (Объединённые Арабские Эмираты). Его отец был мусульманским священнослужителем (умер в 1997 году), мать египтянкой. Был частью племени Шихух по линии отца. Имел репутацию тихого и набожного мусульманина. Аш-Шеххи был земляком другого угонщика Файеза Банихаммада, который также родился в ОАЭ (в эмирате Шарджа).
В 1995 году окончил среднюю школу. Затем отправился служить Вооружённые силы Объединённых Арабских Эмиратов, где получил звание сержанта и был зачислен в военную стипендиальную программу, позволявшую ему продолжить обучение в Германии.

### Германия
В апреле 1996 года Марван аш-Шеххи перебрался в Германию. После двух месяцев проживания в квартире в городе Бонн с тремя другими студентами аш-Шеххи переехал к немецкой семье, где жил несколько месяцев, прежде чем снять собственную квартиру. В этот период он был очень религиозен и молился по 5 раз в день. Друзья вспоминают его как весёлого и обычного парня, который носил западную одежду и иногда брал напрокат машину, чтобы съездить в Берлин, Францию и Нидерланды.
После окончания изучения немецкого языка аш-Шеххи поступил в Боннский университет на факультет технических, математических и естественных наук. Его учитель Габриэль Бок вспоминает аш-Шеххи, как человека, который во время учёбы, казалось, изо всех сил старался строить планы на будущее.
В июне 1997 года попросил академический отпуск, чтобы заняться проблемами дома, но получил отказ от руководства университета. Несмотря на это, аш-Шеххи всё равно временно уехал из Германии к себе на родину в ОАЭ, из-за чего был вынужден остаться на второй семестр. В то же время аш-Шеххи стал более радикально относиться к своей вере. Он избегал ресторанов, где продавали алкогольные напитки.
В конце 1997 года аш-Шеххи подал заявление для получения разрешения на завершение обучения в Гамбурге. В начале 1998 года переехал в Гамбург, однако, будучи студентом с плохой успеваемостью, продолжал испытывать трудности с учёбой. Администрация стипендиальной программы в посольстве ОАЭ рекомендовала ему остаться на второй семестр, который должен был начаться в августе 1998 года, но уже в Бонне. Однако аш-Шеххи сначала проигнорировал это указание и вернулся в Боннский университет только в январе 1999 года, с трудом сдав там экзамены.  К концу июля 1999 года вернулся в Гамбург и поступил на факультет судостроения в Гамбургском техническом университете.
Во время учёбы в Гамбурге познакомился с Мухаммедом Аттой, Зиядом Джаррахом и Рамзи бин аль-Шибхом, которые также там учились. Согласно отчёту Комиссии 9/11, Марван аш-Шеххи был членом «гамбургской ячейки», в которую также входили Атта, Джаррах и аль-Шибх. Атта и аль-Шибх переехали на квартиру к аш-Шеххи в апреле 1998 года, после того как последний перебрался в Гамбург. Затем, после возвращения в Гамбург в 1999 году, аш-Шеххи переехал к ним на квартиру по адресу Мариенштрассе, 54, в Гамбургском районе Харбург.
После переезда к Атте и аль-Шибху склонность аш-Шеххи к исламскому фундаментализму стала проявляться сильнее. Однокурсник аш-Шеххи из Эмиратов, приехавший в Гамбург навестить его, заметил, что он жил не так комфортно, как раньше. Аш-Шеххи жил в старой квартире с соседом по комнате, у него не было телевизора, и он носил недорогую одежду. На вопрос, почему он так скромно живёт, аш-Шеххи ответил, что живёт так, как жил Пророк. Когда кто-то из знакомых однажды спросил у Атты и аш-Шеххи, почему они никогда не улыбаются, последний ответил: «Как вы можете смеяться, когда в Палестине умирают люди?».
9 октября 1999 года аш-Шеххи и Джаррах были сняты на видео в суннитской мечети Аль-Кудс в Гамбурге на свадьбе Саида Бахаджи, который, предположительно, также входил в «гамбургскую ячейку» и жил в квартире с Аттой, аш-Шеххи и аль-Шибхом.
Среди прихожан в мечети Аль-Кудс был исламист Мухаммед Хайдар Заммар, воевавший в Афганистане, хорошо известный в мусульманской общине и в 1998 году уже находившийся в поле зрения немецкой разведки. Один из свидетелей сообщил, что видел, как Заммар давил на аль-Шибха, чтобы тот выполнил свой долг и вёл джихад. Сам Заммар утверждал, что повлиял на остальную часть «гамбургской ячейки». В 1998 году призвал их принять участие в джихаде и отправиться в Афганистан.
Согласно отчёту Комиссии 9/11, благодаря убеждениям Заммара, Атта, аш-Шеххи, Джаррах и аль-Шибх подготовились к воплощению своих экстремистских убеждений в действия. К концу 1999 года они были готовы оставить учёбу в Германии и начать вести джихад. Они стали основными членами группы радикальных мусульман, которые встречались в квартире на улице Мариенштрассе 3–4 раза в неделю и проводили антиамериканские дискуссии. В течение 1999 года данная группа стала вести себя более радикально и скрытно, общаясь только на арабском языке, чтобы скрыть содержания своих разговоров. Заммар был частым гостем на квартире членов «гамбургской ячейки». Он пользовался уважением благодаря своим международным связям.

### Начало подготовки к терактам
В 1999 году Мухаммед Атта, Марван аш-Шеххи, Зияд Джаррах и Рамзи бин аль-Шибх решили отправиться в Чечню, чтобы воевать против российских солдат. По словам аль-Шибха, случайная встреча в Германии заставила их изменить планы и отправиться в Афганистан. К аш-Шеххи и аль-Шибху подошёл человек по имени Халид аль-Масри и завёл разговор о джихаде в Чечне.
Позже, когда они позвонили Масри, он посоветовал им связаться с человеком по имени Абу Мусар в Дуйсбурге, которым оказался агент Аль-Каиды Мохамеду Ульд Слахи (к тому времени он уже был известен американской и немецкой разведкам, но они, по всей видимости, не знали о его нахождении в Германии). Слахи пригласил аш-Шеххи и аль-Шибха к себе в Дуйсбург, куда они прибыли вместе с Джаррахом. Слахи объяснил им, что добраться до Чечни довольно сложно, и предложил пройти подготовку к джихаду в Афганистане, прежде чем отправиться в Чечню. Слахи поручил им получить пакистанские визы, а затем обратиться к нему за дальнейшими указаниями о том, как добраться до Афганистана. Хотя Атта не присутствовал на встрече, он присоединился к плану вместе с аш-Шеххи, Джаррахом и аль-Шибхом.
После получения необходимых виз, Слахи дал им последние указания о том, как добраться до Карачи, а затем до Кветты, где им предстояло связаться с человеком по имени Умар аль-Масри в офисе Талибана.
Марван аш-Шеххи покинул Гамбург и направился в Афганистан приблизительно в то же время, что и Мухаммед Атта и Зияд Джаррах (в конце ноября 1999 года). Когда Рамзи бин аль-Шибх прибыл в Кандагар через 2 недели после них, Атта и Джаррах сообщили ему, что аш-Шеххи уже присягнул на верность Усаме бен Ладену и уехал в ОАЭ готовиться к миссии. Перед возвращением в Эмираты, по всей видимости, встречался с координатором терактов 11 сентября Халидом Шейхом Мохаммедом.
После отъезда членов «гамбургской ячейки» в Афганистан Мунир эль-Мотассадек (предполагаемый член этой же ячейки, ранее проживавший в квартире с Аттой) расторг договор аренды квартиры аш-Шеххи и сообщил владельцу, что он уехал к себе на родину по семейным обстоятельствам. Он также использовал доверенность для оплаты счетов с банковского счёта аш-Шеххи.
После прохождения тренировки в Афганистане аш-Шеххи, также как и Атта и Джаррах, изменил свою внешность и поведение, чтобы не показывать свой радикализм. В частности, он сбрил бороду. Ещё в 1999 году Марван аш-Шеххи женился на женщине по имени Фавзейя. Брак был организован его сводным братом и женой. Запоздалое празднование прошло в январе 2000 года. Во время свадебной церемонии друг аш-Шеххи был удивлён тем, что он сбрил бороду и стал вести себя как прежде.
В начале января 2000 года племянник Халида Шейха Мохаммеда Али Абдул Азиз Али  воспользовался кредитной картой аш-Шеххи, чтобы заказать программу авиасимулятора Boeing 747-400 и видеозапись кабины пилотов Boeing 767.
После возвращения в ОАЭ Марван аш-Шеххи, с целью скрыть свою поездку в Афганистан и не вызывать подозрений, заявил об утере своего паспорта и получил новый. Там же 18 января 2000 года получил визу в США. После Арабских Эмиратов посетил Саудовскую Аравию, Бахрейн и несколько других мест.
Марван аш-Шеххи вернулся Германию приблизительно в марте 2000 года. Вернувшись в Гамбург, он, также как и Мухаммед Атта и Зияд Джаррах, дистанцировался от других экстремистов, чтобы не привлекать внимание властей. Друзьям показалось, что он стал менее религиозным.

### США
29 мая 2000 года Марван аш-Шеххи впервые прибыл в США. В целях конспирации сначала отправился в Брюссель. Оттуда уже прилетел в международный аэропорт Ньюарк (штат Нью-Джерси). Вместе с Мухаммедом Аттой, прибывшим в США 3 июня, в течение месяца проживал в различных отелях и съёмных квартирах Нью-Йорка.
Аш-Шеххи и Атта не определились заранее, где будут проходить лётную подготовку, поэтому в течение месяца искали подходящую лётную школу. В ходе поисков учебного заведения мужчины также посетили лётную школу Airman в Нормане (штат Оклахома), где впоследствии брал уроки Закариас Муссауи (предполагаемый «двадцатый угонщик», который должен был участвовать в терактах 11 сентября, но за 4 недели до атак был арестован за нарушение иммиграционного законодательства США).
Ровно через месяц после прибытия в Штаты, аш-Шеххи получил из ОАЭ денежный перевод через Western Union в размере 5000 долларов от Али Абдул Азиза Али, использовавшего псевдоним Исамн Мансар.
В июле Атта и аш-Шеххи перебрались в город Венис (округ Сарасота, штат Флорида), где завели банковские счета в SunTrust, на которые перечислял деньги Али Абдул Азиз Али (в период с 29 июня по 17 сентября он перевёл им из ОАЭ в общей сложности около 114 500 долларов, используя различные псевдонимы).
В Венисе Атта и аш-Шеххи сначала проживали в доме библиотекаря школы в незанятой комнате, но уже через неделю из-за неуважительного отношения к хозяевам были вынуждены съехать оттуда в небольшой дом близ Нокомиса, где прожили 6 месяцев. 
6 июля Марван аш-Шеххи и Мухаммед Атта были зачислены в лётную школу Huffman Aviation в Венисе. Зияд Джаррах, прибывший в США 27 июня, тоже проходил лётную подготовку в Венисе, но в другом месте отдельно от Атты и аш-Шеххи. Лётный инструктор Huffman Aviation Руди Деккерс называл Джарраха и аш-Шеххи хорошими учениками. По словам Деккерса, он однажды сходил с ними в бар, где они разговаривали о дальнейших планах после получения лицензий пилотов.
Начав тренировки 7 июля, Атта и аш-Шеххи продолжали их почти каждый день. В концу июля мужчины совершили полёты без инструктора. В середине сентября Атта и аш-Шеххи подали заявление на изменение своего иммиграционного статуса с туристического на студенческий, заявив о намерении учиться в Huffman Aviation до 1 сентября 2001 года.
25 сентября 2000 года аш-Шеххи получил денежный перевод от Рамзи бин аль-Шибха. В конце сентября, после получения лицензий частного пилота, аш-Шеххи и Атта решили поступить в другое учебное заведение – Jones Aviation (округ Сарасота, примерно 20 миль к северу от Вениса). По словам инструктора, они вели себя грубо и агрессивно, а во время тренировочных полётов иногда даже дрались с ним, пытаясь взять управление на себя. В начале октября они провалили первый этап экзамена на допуск к полётам по приборам, из-за чего сильно расстроились. В том же месяце вернулись в Huffman Aviation.
Атта и аш-Шеххи завершили обучение в Huffman Aviation и в ноябре 2000 года получили лицензии пилотов по приборам от Федерального управления гражданской авиации США, а после сдачи экзамена в середине декабря – лицензии коммерческих пилотов. Террористы подали заявки на тренировки на McDonnell Douglas DC-9 и Boeing 737-300. 29 и 30 декабря в аэропорту Опалока (Флорида) Атта и аш-Шеххи практиковались на авиасимуляторе Boeing 727, а 31 декабря – на симуляторе Boeing 767.

### 2001
После получения лицензии пилота аш-Шеххи отправился сначала в Марокко, затем на родину в ОАЭ, чтобы навестить жену. При повторном въезде в США 18 января 2001 года у него возникли проблемы, т. к. он не предоставил студенческую визу, и ему пришлось убеждать инспекторов INS в необходимости его допуска в страну, чтобы продолжить лётную подготовку.
Семья аш-Шеххи, обеспокоенная отсутствием новостей от него, сообщила о его пропаже правительству ОАЭ. Посольство ОАЭ, в свою очередь, связалось с полицией Гамбурга. Представитель ОАЭ попытался найти аш-Шеххи в Германии, посетив мечети и его последний адрес в Гамбурге. Узнав, что его разыскивает семья, аш-Шеххи позвонил им 20 января и сообщил, что всё ещё живёт и учится в Гамбурге.
После возвращения в Соединённые Штаты Атта и аш-Шеххи посещали штат Джорджия, ненадолго останавливались в городах Норкросс и Декейтер. Посещали лётную школу в Лоренсвилле, где 31 января и 6 февраля прошли лётные испытания. К 19 февраля оба находились в Вирджинии. В том же месяце арендовали почтовый ящик в Вирджиния-Бич, обналичили чек, вернулись в Джорджию, остановившись в городе Стоун-Маунтин. В начале апреля закрыли ранее арендованный почтовый ящик. 
После путешествий в Джорджии Атта и аш-Шеххи вернулись в Вирджиния-Бич и отправились в мечеть Дар эль-Хижра в районе Вашингтона (округ Колумбия). С января 2001 года в мечети работал имам Анвар аль-Авлаки – радикальный священнослужитель, чьи проповеди в этой же мечети чуть позже посещали Хени Хенджор и Наваф аль-Хазми. Ранее, в 2000 году, ещё в Сан-Диего с Авлаки познакомились Наваф аль-Хазми и Халид аль-Михдар. Они также слушали его проповеди.

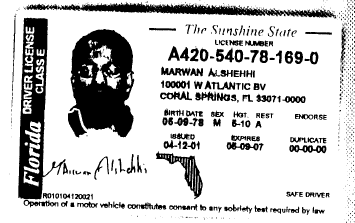
Водительские права Марвана аш-Шеххи, полученные им во Флориде 4 апреля 2001 года

4 апреля Атта и аш-Шеххи покинули отель Diplomat Inn в Вирджиния-Бич и вернулись во Флориду. В тот же день аш-Шеххи получил водительские права Флориды. 11 апреля Атта и аш-Шеххи сняли жильё в городе Корал-Спрингс.
Марван аш-Шеххи купил билет в Каир и вылетел туда из Майами 18 апреля. В Каире он встретился с отцом Мухаммеда Атты, у которого хотел забрать международное водительское удостоверение его сына и немного денег. Вернулся в Майами 2 мая.
6 мая Атта, аш-Шеххи и Джаррах записались на двухмесячное посещение фитнес-центра US1 в Дания-Бич, где получили навыки рукопашного боя.
13 мая Атта и аш-Шеххи переехали в квартиру на Джексон-Стрит в городе Холливуд (Флорида), где прожили месяц. После этого аш-Шеххи, Джаррах и Атта проживали в Форт-Лодердейле, где к ним переезжали другие угонщики, прибывавшие в США с апреля по июнь 2001 года.
В период с мая по август 2001 года Марван аш-Шеххи, Зияд Джаррах, Хени Хенджор и Наваф аль-Хазми 6 раз приезжали в Лас-Вегас (Мухаммед Атта летом приезжал туда вместе с ними 2 раза). Там мужчины употребляли алкоголь, участвовали в азартных играх и платили стриптизёршам за приватные танцы. По словам одной из стриптизёрш, аш-Шеххи, заплативший однажды 20 долларов за приватный танец без чаевых, внешне выглядел «дёшево», был спокойным и не вызывал подозрений.
Летом 2001 года Марван аш-Шеххи совершал разведывательные полёты в качестве пассажира первого класса на борту Boeing 767. Первый подобный полёт совершил ещё 24 мая из международного аэропорта имени Джона Кеннеди (Нью-Йорк) в Сан-Франциско. 13 августа приобрёл 2 четырёхдюймовых карманных ножа в магазине «Sports Authority» в Бойнтон-Бич (Флорида).
23 августа Моссад передал ЦРУ список из 19 имён предполагаемых террористов, планировавших атаки в ближайшем будущем. В этом списке были имена Мухаммеда Атты, Марвана аш-Шеххи, Халида аль-Михдара и Навафа аль-Хазми.

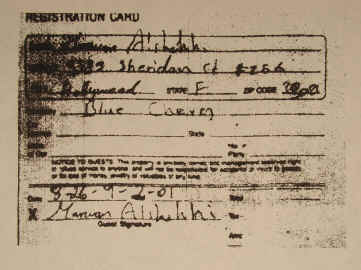
Регистрационная карта Марвана аш-Шеххи в мотеле

26 августа аш-Шеххи зарегистрировался в мотеле Panther в Дирфилд-Бич (Флорида), заплатив 500 долларов и заявив, что хочет остаться там до 2 сентября. В регистрационной записи указал, что ехал на синем Chevrolet Malibu, арендованном Мухаммедом Аттой. 28 августа отправился в международный аэропорт Майами, где купил билет на рейс UA175.
В начале сентября Мустафа аль-Хавсави (предполагаемый финансовый посредник в организации терактов 11 сентября) получил денежный перевод через компанию Western Union на общую сумму 26 000 долларов от Марвана аш-Шеххи, Файеза Банихаммада, Мухаммеда Атты и Валида аш-Шехри. ФБР считает, что этой транзакцией они решили перед атаками вернуть ему неиспользованные средства.
5 сентября Мухаммед Атта и Марван аш-Шеххи забронировали авиабилеты в туристическом агентстве в городе Бока-Ратон (Флорида). Атта забронировал рейс авиакомпании US Airways из Форт-Лодердейла в международный аэропорт Балтимор-Вашингтон, а аш-Шеххи – на рейс Delta Air Lines из Форт-Лодердейла в Бостон (штат Массачусетс).
9 сентября Марван аш-Шеххи вылетел из Флориды в Бостон и остановился в отеле Milner Hotel, где делил номер 308 c Мухаммедом Аттой, который уехал оттуда на следующий день. 8 сентября в этот же отель заселились Файез Банихаммад и Моханд аш-Шехри, а 10 сентября – Сатам ас-Суками. Аш-Шеххи, аш-Шехри, Банихаммад и ас-Суками жили в одном номере. 10 сентября аш-Шеххи получил звонок от Абдулазиза аль-Омари.

### Теракты
Утром 11 сентября 2001 года в 05:01 Зияд Джаррах позвонил Марвану аш-Шеххи. В ходе разговора, который продлился меньше минуты, они, предположительно, подтвердили свою готовность к осуществлению атак.
Марван аш-Шеххи прибыл в международный аэропорт Логан и в 06:45 сдал свою сумку на проверку. В 06:52 позвонил со станционарного телефона Мухаммеду Атте, который в тот момент находился в соседнем терминале. В ходе разговора, который продлился 3 минуты, террористы подтвердили, что планы атаки остаются в силе.
В 07:27 Марван аш-Шеххи прошёл на посадку в самолёт, заняв место 6C в бизнес-классе. Рейс United Airlines 175 вылетел из аэропорта в 08:14 с 14-минутной задержкой, направившись в Лос-Анджелес. В 08:37 пилоты увидели перед собой рейс American Airlines 11 (который в тот момент уже находился под контролем террористов и направлялся в сторону Нью-Йорка) и сообщили об этом авиадиспетчерам. В 08:41 пилоты сообщили авиадиспетчеру, что слышали радиопередачу с рейса 11 (Мухаммед Атта, пытаясь сделать объявление заложникам, случайно связался с авиадиспетчерами Бостона). Это было последнее радиосообщение с борта рейса 175.
Комиссия 9/11 считает, лайнер был захвачен между 08:42 и 08:46. Согласно документальному фильму «Flight 175: As the World Watched», Файез Банихаммад и Моханд аш-Шехри убили обоих пилотов, братья Ахмед и Хамза аль-Гамди согнали всех пассажиров и бортпроводников в хвостовую часть самолёта, а Марван аш-Шеххи взял на себя пилотирование. Исходя из звонков, сделанных заложниками после захвата, помимо пилотов одна стюардесса получила ножевое ранение. В 08:47 сигнал транспондера рейса 175 изменился дважды в течение минуты, лайнер начал отклоняться от назначенного курса. Но диспетчер, отвечавший за полёт, заметил это в 08:51.
После захвата рейс UA175 чуть не столкнулся с рейсом DL2315 авиакомпании Delta Air Lines, а за несколько минут до катастрофы – с рейсом YX7 авиакомпании Midwest Express Airlines.
С 08:58, когда аш-Шеххи завершил разворот в сторону Нью-Йорка и направил самолёт к городу, он стал снижаться с высоты 9500 метров, спустившись на 8000 метров вниз всего за 5 минут 4 секунды (в среднем более 1500 м/мин). Перед самым тараном самолёт накренился влево, в противном случае он мог задеть другие здания.
В 09:03:02 рейс UA175 (под управлением Марвана аш-Шеххи) на скорости около 587 миль в час (945 км/ч) врезался в южную сторону Южной башни Всемирного торгового центра. Удар произошёл на уровне 77–85 этажей, 38 000 литров авиационного топлива вспыхнули, в здании начался пожар. В 09:59, после пожара, который продлился 56 минут, 110-этажное здание обрушилось. Помимо 65 человек на борту самолёта (в том числе 5 террористов) погибли ещё около 900 человек в самом здании.
На момент смерти Марвану аш-Шеххи было 23 года, что делает его самым молодым из лётчиков-смертников, пилотировавших 11 сентября захваченные самолёты.